# Pedicia (Pedicia) subtransversa subtransversa
Pedicia (Pedicia) subtransversa subtransversa is een ondersoort van de tweevleugelige Pedicia (Pedicia) subtransversa uit de familie Pediciidae. De ondersoort komt voor in het Palearctisch gebied.